# Азарян, Эдуард Альбертович
Эдуа́рд Альбе́ртович Азаря́н (арм. Էդուարդ Ազարյան; род. 4 ноября 1958, Ереван, Армянская ССР) — советский гимнаст, олимпийский чемпион (1980), призёр чемпионата мира (1978), четырёхкратный чемпион СССР (абсолютный, вольные упражнения — 1979, опорный прыжок — 1980). Заслуженный мастер спорта СССР (1980). Выступал за ЦСКА.

## Биография
Эдуард Азарян начал заниматься спортивной гимнастикой в раннем детстве под руководством своего отца — трёхкратного олимпийского чемпиона Альберта Азаряна. В 1978 году Эдуард Азарян стал чемпионом СССР в командном многоборье и вошёл в состав сборной СССР. В этом же году стал бронзовым призёром Кубка мира в личном многоборье и серебряным призёром чемпионата мира в командном первенстве. В 1980 году на Олимпийских играх в Москве Э. Азарян в составе сборной СССР завоевал титул олимпийского чемпиона в командном первенстве.
С 1992 года живёт в США. Занимается тренерской деятельностью в созданном им гимнастическом центре в Алисо Виехо (Калифорния).